# Данська рада у справах біженців
Данська рада у справах біженців (DRC) (дан. Dansk Flygtningehjælp) заснована у 1956 році і наразі є найбільшою міжнародною неурядовою організацією Данії, що спеціалізується на проблемах вимушеного переміщення.  
DRC виступає за захист прав та впровадження довгострокових рішень для громад, що постраждали від переміщення, та надає допомогу на всіх етапах переміщення: під час гострої кризи, у екзилі, при облаштуванні та інтеграції на новому місці або після повернення. Данська рада у справах біженців підтримує переміщених осіб у тому, щоб вони стали самодостатніми та були включені до приймаючих громад. DRC працює з громадянським суспільством та відповідальними органами влади, щоб сприяти захисту прав переміщених осіб та їхній інтеграції. 

### Історія
Утворена після Другої світової війни та у відповідь на європейську міграційну кризу, спричинену наслідками Угорської революції 1956 року. Сьогодні Данська рада у справах біженців працює в більш ніж 40 країнах світу, реалізуючи гуманітарні програми в зонах конфліктів, наприклад, в Сомалі, Сирії, Афганістані, на Південному Кавказі та Україні.

### Поточна діяльність
Працюючи в багатьох країнах світу, Данська рада у справах біженців реалізує програми гуманітарної допомоги населенню в зонах конфлікту. Лише в 2022 році близько 19 мільйонів людей по всьому світу були забезпечені підтримкою від DRC, зокрема: предметами першої необхідності, грошовою допомогою, юридичними консультаціями. 
Міжнародна діяльність DRC спрямована на захист біженців і внутрішньо переміщених осіб, а також на сприяння довгостроковим програмам підтримки й допомоги для постраждалих від конфлікту громад.   
DRC здійснює діяльність у п’яти напрямках, а саме: 
- соціально-правовий захист;
- економічний розвиток;

- гуманітарне роззброєння та миробудівництво;
- відбудова житла;
- координація та управління таборами.

Крім того, надається багатоцільова грошова допомога, реалізуються програми із доступу до води, санітарії та гігієни, надаються непродовольчі товари тим, хто цього потребує.  
DRC також активно працює в галузі гуманітарної протимінної діяльності, зокрема розмінування. Крім того, організація надає матеріально-технічного забезпечення для відновлювальних робіт спільно з іншими міжнародними організаціями, такими як: Організація Об'єднаних Націй, Всесвітня продовольча програма (ВПП) та Управління Верховного комісара ООН у справах біженців (УВКБ). 

### Діяльність в Україні
DRC розпочала свою діяльність в Україні у 1998 році, реалізуючи проєкти з реінтеграції в Криму, а у 2014 році розширила свою присутність у Донецькій та Луганській областях. У відповідь на ескалацію конфлікту у лютому 2022 року DRC розширила напрямки діяльності. Зараз це одна з найбільших міжнародних неурядових організацій в Україні, яка реагує на проблеми громад по всій країні, які постраждали від війни та переміщення.   
Після 24 лютого 2022 року Данська рада у справах біженців запустила багатосекторну підтримку для задоволення першочергових потреб українців. Лише за рік з моменту ескалації конфлікту DRC надала допомогу понад 3 мільйонам людей за такими напрямками, як: соціально-правовий захист, економічний розвиток, фінансова підтримка, забезпечення непродовольчими товарами, гуманітарне роззброєння та миробудівництво, а також відбудова житла. DRC невпинно продовжує надавати життєво необхідну допомогу там, де цього найбільше потребують.  
Данська рада у справах біженців в Україні реалізує та підтримує ініціативи гуманітарної допомоги по всій Україні. Таку роботу забезпечує штат у понад 500 працівників, що включає закордонних спеціалістів. Маючи головний офіс у Києві, DRC працює у 19 областях, щоб надавати цільову, своєчасної, актуальну та ефективну допомогу переміщеним особам та громадам, які постраждали від війни.   

### Фінансування
Діяльність DRC та проєкти, які реалізує організація, фінансується інституційними донорами, іншими міжнародними організаціями, а також приватними установами та фондами, світовими брендами, наприклад: 
- Центр вирішення криз та підтримки Міністерства Європи та закордонних справ Франції;
- Міністерство закордонних справ Данії;
- Швейцарська агенція розвитку та співробітництва;
- Європейський Союз;
- Ben & Jerry’s;

- Plastfree.

### Структура та керівництво
Данська рада у справах біженців є зонтичною організацією, до якої входять організації-члени та волонтерські групи. Членами Данської ради у справах біженців можуть бути національні або гуманітарні організації. Однак всі організації-члени повинні поділяти основні принципи діяльності DRC: 
- гуманність;

- повага;
- незалежність та неупередженість;
- інклюзія;
- прозорість.

Рада директорів Данської ради у справах біженців та Генеральний секретар відповідають за ведення щоденних справ ДРС. Генеральний секретар призначається Радою директорів. 
Голова Ради директорів призначається Радою DRC, яка є головним органом Данської ради у справах біженців. До складу Ради входять: 
- по три представники від кожної організації-члена;
- шість представників від волонтерських груп, які співпрацюють з DRC в Данії;
- члени Ради директорів.

Засідання Ради DRC проводяться щороку до кінця другого кварталу. 
Генеральний секретар DRC — Шарлотта Сленте. 
Голова Ради директорів — Агі Чонка. 

### Інше
Генеральний секретар DRC — Шарлотта Сленте.
У жовтні 2011 року два співробітники проекта з розмінування DRC були захоплені сомалійськими піратами в Галькайо. 93 дні потому вони були визволені американськими морськими котиками.
У вересні 2013 року DRC відкрила нове представництво в Женеві.